# 3549 Hapke
3549 Hapke (1981 YH) là một tiểu hành tinh vành đai chính được phát hiện ngày 30 tháng 12 năm 1981 bởi Bowell, E. ở Flagstaff (AM).